# 1e eeuw v.Chr.
De 1e eeuw v.Chr. (van de christelijke jaartelling) is de 1e periode van 100 jaar, dus bestaande uit de jaren 100 tot en met 1 v.Chr. De 1e eeuw v.Chr. behoort tot het 1e millennium v.Chr.

## Langjarige gebeurtenissen en ontwikkelingen
Rome
- Het belang van de oude priesterordes neemt snel af, hoewel hun burgerlijk belang blijft bestaan. Vele patriciërs die vanuit hun stand verplicht zijn om aan deze riten deel te nemen, hebben er geen geloof meer in, behalve misschien als politieke noodzaak. Niettemin blijven de positie Pontifex maximus en Augur belangrijke politieke posities. De grote massa van het niet opgeleide volk wordt steeds meer geïnteresseerd in de vreemde rites die door soldaten en handelaren worden ingevoerd.
- De onderlinge verbondenheid van “Italische” volken wordt officieel geregeld in de Lex Iulia de civitate Latinis danda (90 voor Chr.). Alle staten wordt het Romeins burgerrecht aangeboden waardoor ze alle toe kunnen treden tot de Romeinse Republiek.
- De Romeinse Republiek neemt meer over van de Hellenistische culturen dan zij daaraan zelf oplegt, met uitzondering van typisch Romeinse domeinen als recht en militaire organisatie.
- Door de epicuristen wordt het ooit zo negatief beladen "otium" een Latijns synoniem voor het Griekse begrip "ataraxia". Zo gaat het begrip Otium cum dignitate "rusten zonder verlies van waardigheid" betekenen
- De Romeinse burgeroorlogen leiden tot de ondergang van de Romeinse Republiek vanaf 60 v.Chr.. Na het Eerste Triumviraat vestigt Julius Caesar in 49 v.Chr. een dictatuur die in 27 v.Chr. overgaat in het Principaat van keizer Augustus.
- Door ontbossing van de heuvels ten oosten van Rome ontstaan de Pontijnse moerassen.
- Gaius Sergius Orata introduceert de oesterteelt in het Romeinse Rijk. Ook importeren de Romeinen wilde oesters, onder meer vanuit Gallië.

Europa
- De Romeinse cultuur, taal en gewoonten komen Hispania Citerior binnen en het langzame proces van romanisering kan beginnen, waarbij de inheemse cultuur stap voor stap verdrongen wordt door de Romeinse levenswijze.
- Aanleg door de Romeinen van de Via Belgica en vele andere heerbanen in Europa.

Lage Landen
- Vanaf 55 v.Chr. oefent Julius Caesar invloed uit in het zuiden van het latere België. Dit gebied gaat de provincie Gallia Belgica vormen.
- De Tungri vestigen zich in het huidige Belgisch Limburg, waar Caesar een deel van de Eburonen heeft uitgemoord.
- De Bataven vestigen zich in de Rijndelta, oostelijk van de Cananefaten. Rond 12 v.Chr. worden zij door de Romeinen onder Drusus onderworpen en worden daarna bondgenoten van het Romeinse Rijk, waarbij zij vrijgesteld zijn van belastingen.

Midden-Oosten
- Het Aramees wordt meer en meer de omgangstaal in het Oude Nabije Oosten en zo wordt het Hebreeuws steeds minder goed beheerst. De rabbijnen blijven echter het Hebreeuws steeds gebruiken voor onderlinge contacten.
- De Psalmen van Salomo (pseudepigraaf) krijgen hun uiteindelijke vorm.

Azië
- In de Han-periode is in China voor het eerst sprake van siertuinen en moestuinen. Huizen worden vaak rond binnenhoven, waarschijnlijk met tuinen, gebouwd.
- Naast goederen wordt ook kennis, neergelegd in boeken, vanuit China langs de Zijderoute overgebracht naar Perzië en Indië.

Amerika
100 v.Chr. Opkomst van het Hopewellcultuur-uitwisselingssysteem langs de Mississippi 
- 100 v.Chr. Opkomst van Teotihuacán in Mexico

50 v.Chr. Opkomst van Ipiutak in Alaska

## Belangrijke personen van de 1e eeuw v.Chr.

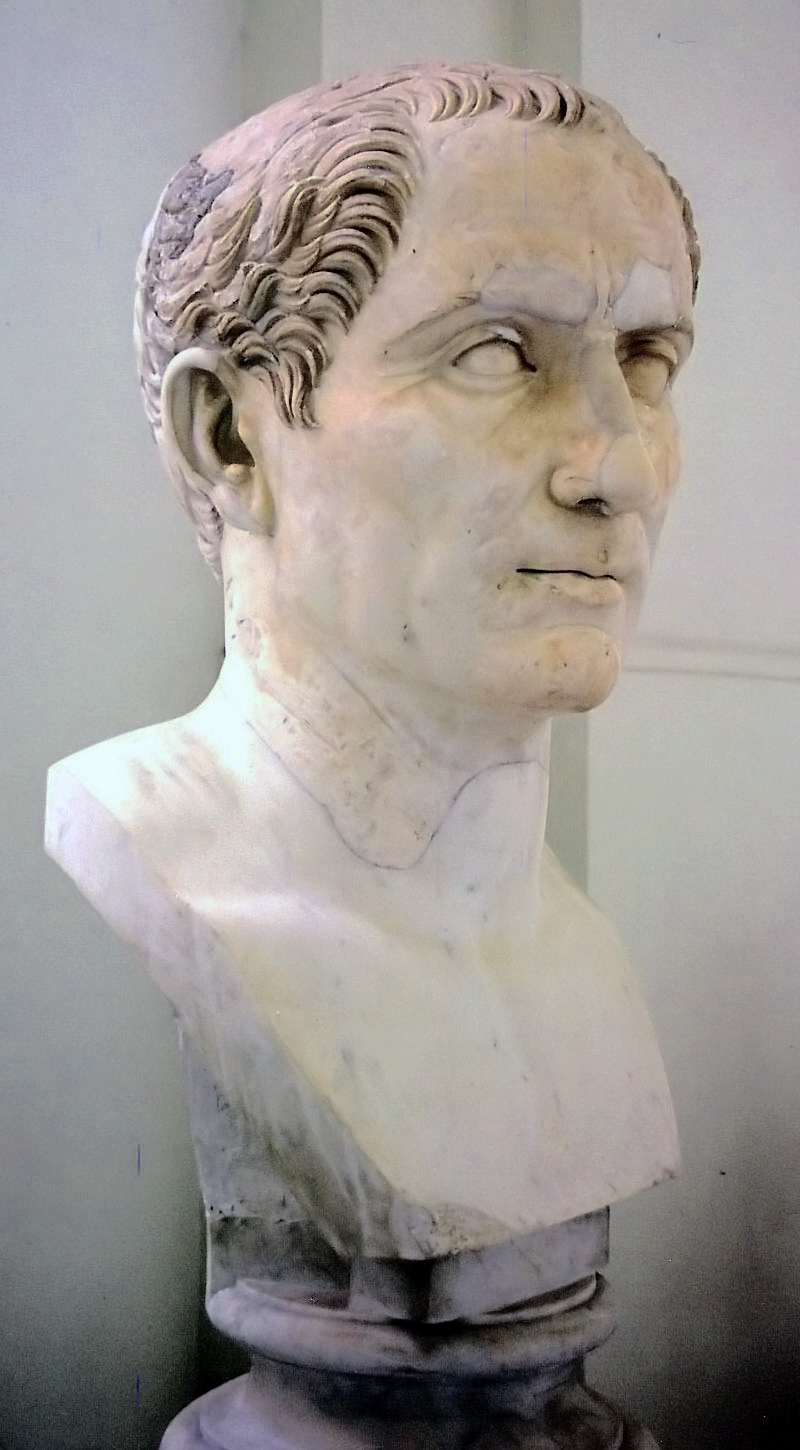
Julius Caesar

- Marcus Tullius Cicero, groots Romeins redenaar.
- Lucius Cornelius Sulla Felix, Romeins dictator.
- Gaius Julius Caesar, politiek-militair genie, een van de triumviri van het Eerste Triumviraat en dictator perpetuum (d.i. dictator voor het leven).
- Pompeius, politiek-militair genie én een van de triumviri van het Eerste Triumviraat.
- Marcus Aemilius Lepidus, een van de triumviri van het Tweede Triumviraat.
- Cleopatra, laatste hellenistische koningin van Egypte.
- Herodes I, koning over het Joodse land.
- Marcus Antonius, magister equitum van Gaius Julius Caesar en een van de triumviri van het Tweede Triumviraat.
- Gaius Julius Caesar Octavianus (Augustus), achterneef en adoptiefzoon van Gaius Julius Caesar, wellicht het grootste politieke genie uit de geschiedenis, een van de triumviri van het Tweede Triumviraat en eerste heersende princeps van Rome.

<< · 99-90 · 89-80 · 79-70 · 69-60 · 59-50 · 49-40 · 39-30 · 29-20 · 19-10 · 9-1 · >>
<< · 10e · 9e · 8e · 7e · 6e · 5e · 4e · 3e · 2e · 1e · >>